# داستان‌های پایان هفته: نغمه روح
داستان‌های پایان هفته: نغمهٔ روح (لهستانی: Opowieści weekendowe: Dusza śpiewa) یک تله‌فیلم درام لهستانی به کارگردانی کشیشتف زانوسی است که در سال ۱۹۹۷ منتشر شد.

## گزیدهٔ بازیگران
- یاتسِک لاشچْکوفسکی
- کاژیمیش کُرد
- دومنیکا اوستاووفسکا
- ماریوش یاکوس
- توماش ساپریک
- ایزابلا کوئوسینسکا
- کشیشتف زانوسی